# Gretchen Whitmer
Gretchen Whitmer, née le 23 août 1971 à Lansing (Michigan), est une femme politique américaine. Membre du Parti démocrate, elle est depuis le 1er janvier 2019 gouverneure du Michigan. Elle est réélue lors des midterms de 2022
Elle siège auparavant à la Chambre des représentants du Michigan de 2001 à 2006, puis au Sénat du Michigan de 2006 à 2015, où elle est, durant ses quatre dernières années de mandat, chef de la minorité démocrate. Elle est victime, en 2020, d'une tentative d'enlèvement par des miliciens d'extrême droite.

## Biographie

### Enfance et études
Aînée des trois enfants de Richard Whitmer et Sharon H. Reisig, dite Sherry Reisig, qui travaillent tous deux pour le gouvernement de l'État du Michigan, Gretchen Whitmer naît à Lansing en 1971. En raison du divorce de ses parents quand elle a 10 ans, elle suit sa mère à Grand Rapids. Elle fait ses études secondaires à la Forest Hills Central High School en bordure de ville, dans le comté de Kent.
Gretchen Whitmer est diplômée d'un baccalauréat universitaire ès lettres de l'université d'État du Michigan (MSU) en 1993 puis d'un Juris Doctor de la Michigan State University College of Law, école privée affiliée à la MSU, en 1998. Elle commence dès lors une carrière d'avocate.

### Engagement politique
Élue en 2000 à la Chambre des représentants du Michigan pour le 70e district, elle est réélue dans le 69e district en 2002 et 2004, à la suite d'un redécoupage des circonscriptions électorales. Élue au Sénat du Michigan en 2006 pour finir le mandat de Virgil Bernero, qui démissionne pour devenir maire de Lansing, elle est réélue en fin d'année, ainsi qu'en 2010 pour deux mandats complets. Elle est chef des démocrates au Sénat de 2011 à 2015. Du 21 juillet au 31 décembre 2016, elle est également procureur du comté d'Ingham.
Candidate du Parti démocrate lors de l'élection du gouverneur du Michigan le 6 novembre 2018, elle bat Bill Schuette, candidat du Parti républicain et alors procureur général d'État, par plus de 53 % des voix. Elle succède à Rick Snyder le 1er janvier 2019.
Dès la fin de l'année, elle apparaît comme l'un des gouverneurs les moins populaires du pays, arrivant à la 43e place sur 50 en termes d'approbation de son action par l'électorat. Cependant, avec la pandémie de Covid-19 aux États-Unis, Gretchen Whitmer regagne en popularité pour sa gestion de la crise, surpassant la cote de Donald Trump, qui avait pourtant remporté l'État lors de l'élection présidentielle de 2016.
Joe Biden envisage de la désigner comme candidate à la vice-présidence pour l'élection présidentielle de 2020 mais il choisit finalement pour cette fonction Kamala Harris.
Le 8 novembre 2022, elle est réélue gouverneure du Michigan face à la républicaine Tudor Dixon avec 54 % des votes.

### Opposition à un projet de loi restrictive sur l'avortement
En 2013, à la suite d'une pétition des pro-life de l'État, un projet de loi républicain au Sénat du Michigan veut imposer aux femmes de s’assurer spécifiquement pour avorter, y compris en cas de viol ou d'inceste. Gretchen Whitmer monte à la tribune et, s'écartant du texte qu'elle a préparé, évoque le viol qu'elle a elle-même subi vingt ans plus tôt. « Il y a des gens dans cette assemblée qui ont vécu des choses que vous ne pouvez même pas imaginer. Vous devez voir le visage des femmes que votre vote affectera aujourd’hui. Vous devez penser aux filles que nous élevons. »,

## Tentative d'enlèvement et d'assassinat
Au début d'octobre 2020, le FBI arrête six hommes, membres d'une milice armée d'extrême droite du Michigan, qui avaient planifié son enlèvement. Sept autres hommes d'une autre milice d'extrême droite, les « Wolverine Watchmen », avec lesquels les six autres hommes se sont entraînés, avaient pour objectif d'attaquer en même temps le Capitole du Michigan ; ils ont aussi été arrêtés. Leurs actions faisaient peut-être suite à la mise en vigueur « à la mi-mars [2020 de] restrictions parmi les plus sévères du pays pour freiner l'épidémie de coronavirus » dans cet État. La ministre de la Justice du Michigan, Dana Nessel, a aussi rapporté que ces hommes avaient proféré des menaces de violences dans le but de déclencher une guerre civile. 
Sur le premier groupe, deux accusés ont été acquittés, deux autres, après avoir plaidé coupable en échange de leur témoignage contre les deux derniers — Adam Fox et Barry Croft Jr. — ont été condamnés à 6 ans de prison pour l’un et 4 ans pour l'autre. Quant à Fox et Croft qui risquaient tous deux la prison à vie, ils ont été respectivement condamnés à 16 et 19 ans de prison.
Sur le deuxième groupe, trois des accusés (Paul Bellar, Joseph Morrison et Pete Musico) ont été respectivement condamnés à une peine minimum de 7, 10 et 12 ans de prison. Il reviendra ensuite aux autorités judiciaires de l’Etat du Michigan de décider de leur date de libération.  Les autres inculpés sont dans l’attente d’un éventuel procès.
À l’occasion du procès d’un des accusés, Gretchen Whitmer déclare être toujours menacée. « J’ai vu par la fenêtre des groupes de personnes lourdement armées à moins de 30 mètres de chez moi… J’ai vu une pendaison à mon effigie… Il y a quelques jours, lors d’une manifestation, un mot d’ordre était de « brûler la sorcière » ».
Le président Trump tweete à propos de la tentative d'enlèvement : « c'était peut-être un problème, peut-être pas ».